# Antonio Almendros Aguilar
Antonio Almendros Aguilar (Jódar (Jaén) 1825-Jaén, 1904) fue un político y poeta jiennense,  muy inconstante respecto a su estilo y la temática de su obra. Fue el primer cronista de la provincia de Jaén.

## Homenajes
Fue homenajeado con un monumento en Jaén. Dicho monumento se encuentra en la Plaza de San Juan, frente a la Iglesia homónima. La obra fue planeada en 1915 por Jacinto Higueras, pero fue Jacinto Higueras Cátedra, su hijo, quien la llevó a cabo casi cincuenta años después, en 1961. 

## Trayectoria política
Se matriculó en la escuela de Ingenieros de Caminos, lugar en el que conoció a Sagasta, con el cual entabló una estrecha amistad, y quién le facilitó la toma de algunos públicos en los gobiernos civiles de Ávila, Almería, Navarra, y Gerona. Fue también concejal del Ayuntamiento de Jaén en 1862, ejerciendo un gobierno liberal, por su tradición familiar. Activo y emprendedor, gestionó la llegada del ferrocarril a Jaén y los fastos con motivo de la visita de Isabel II a la ciudad. Fue socio de la Real Sociedad Económica de Amigos del País.

## Trayectoria poética
Perteneció a la Academia de Buenas Letras de Sevilla y es el autor de varios sonetos, entre ellos:
- A la Cruz
- A Juan Álvarez Mendizábal
- Al asesino de Abraham Lincoln
- A la libertad
- Soneto al viento de Jaén

Se puede encontrar en la Cruz del Castillo de Santa Catalina el "Soneto a la Cruz”, tallado por el cantero Antonio Prieto.